# Lek (fiume)
Il Lek è un fiume dei Paesi Bassi occidentale di circa 60 km di lunghezza. A partire da Wijk bij Duurstede, il Lek forma la continuazione del Nederrijn; vicino a Kinderdijk si getta nel Noord, con il quale forma la Nieuwe Maas (o Nuova Mosa) che sfocia infine nel Mare del Nord.

## Storia
L'idronimo Lek deriva dalle parole dell'Olandese medio "lake" e "leak", che significano "corso d'acqua".
Storicamente, il Lek è stato un braccio secondario del Reno. In seguito all'insabbiamento del corso principale di quest'ultimo (oggi frammentato fra Kromme Rijn, Leidse Rijn e Oude Rijn), il Lek è divenuto uno dei bracci principali del delta del Reno, della Mosa e della Schelda.

## Territorio
Le città più importanti sulle sue sponde sono Nieuwegein, Culemborg, Vianen, Schoonhoven, Nieuw-Lekkerland e Lekkerkerk.
Fino a Vianen, il Lek rappresenta la frontiera fra le provincie di Gheldria e di Utrecht. Dopo Vianen, si trova interamente in quest'ultima, in seguito forma la frontiera fra la provincia di Utrecht e l'Olanda meridionale fino a Schoonhoven, a partire dalla quale si trova interamente in Olanda meridionale.
Il letto del fiume si trova leggermente più alto rispetto ai terreni circostanti e gli argini sono quindi essenziali il suo contenimento.